# Gorce, Velikovec
Gorce (nemško Wurzen) je naselje v Občini Velikovec v Okraju Velikovec na Koroškem v Avstriji.